# كلاس يان هونتيلار
كلاس يان هونتيلار (Klaas-Jan Huntelaar)، من مواليد 12 أغسطس 1983 في فور دريمبت في هولندا، هو لاعب مهاجم كرة قدم محترف معتزل، وكان يلعب للالمنتخب الهولندي، ولعدة اندية أوروبية، وهو مهاجم كلاسيكي  يتميز بمرونته العالية، حيث أنه بإمكانه أن يسجل الأهداف بمختلف الطرق، بكلتا قدميه ، من مسافات بعيدة أو قريبة، وبرأسه أيضاً، ويملك ذكاءً حاداً، حتى أنه قورن بـ ماركو فان باستن.، رود فان نستلروي.
قال عنه المدرب لويس فان خال : 'داخل منطقة الجزاء هو أفضل لاعب في العالم'. يلقب بـ (هنتير hunter) أي الصياد. لعب هنتيلار لعدة أندية آيندهوفن، دي غرافشاب، أغوف أبيلدورن، هيرنيفين، أياكس أمستردام، ريال مدريد ، قبل أن ينتقل في أغسطس 2009 إلى إيه سي ميلان.
تم اختيار هونتيلار من قبل الإتحاد الهولندي كلاعب العام في هولندا في 2006، أيضا هونتيلار كان جزءاً من المنتخب الهولندي لتحت 21 الفائز ببطولة أمم أوروبا لتحت 21 في 2006. مشواره كان ناجحا، حيث سجل 18 هدفا في 21 مباراة. محليا، فاز بلقب هداف الدوري الهولندي مواسم 2005-06 و2007-08.

## مسيرته الرياضية مع النوادي

### بي إس في آيندهوفن
في أول موسم له مع إيندهوفن، سرعان ما كشف هنتيلار عن قدرته التهديفية تحت قيادة المدرب ويلي، حيث حصد على لقب الهداف في الدوري الشباب بـ 26 هدفا في 23 مباراة. وفي الموسم التالي، انضم هنتيلار للفريق الأول تحت قيادة المدرب غوس هيدينك وشارك في أول لقاء له في 23 نوفمبر 2002 ضد فريق روزندال وانتهت المباراة بثلاثة أهداف نظيفة للـ بي إس في آيندهوفن.

### دي غرافشاب
واجهة هنتيلار صعوبة في فرض نفسه في التشكيلة الأساسية ، فأعير إلى نادي دي غرافشاب في بداية 2003 ، وخاض أول مباراة له بديلاعن هانز فان دي هار ضد روزندال في وكان 16 فبراير 2003 وخسرها فريقه بواقع1-5. خاض هنتيلار تسع همبارايات ثمانية باعتباره بديلا، لكنه لم يتمكن من التسجيل وقرر نادي دي غرافشاب عدم تمديد عقد الإعارة.

### أغوف أبيلدورن
بداية موسم 2003-04، هنتيلار يعار من جديد ولكن وهذه المرة إلى الصاعد حديثا أغوف أبيلدورن تحت قيادة المدرب كوري كولجوف وكانت البداية جيدة فسجل في أول ظهور له مع الفريق، ثم سجل ثلاثية في ثاني مباراة ضد هيراكليس الميلو. هنتيلار سجل 26 هدفا في 35 مباراة في الدوري، وأختير أفضل لاعب الموسم. ويذكر أن فريق أغوف أبيلدورن قد أطلق اسم هونتيلار على أحد منشئات الملعب إذعانا من الفريق بالدور الكبير الذي لعبة هنتيلار.

### هيرينفين
رفض هنتيلار بعد انتهاء فترة إعارته إلى فريق أغوف أبيلدورن التوقيع على عقد جديد مع بي إس في آيندهوفن فاستغل نادي هيرينفين الفرصة وضم اللاعب بمبلغ 100,000 يورو، سجل هتيلار حتى العطلة الشتوية 10 أهداف وزادت إلى 17 في 31 مباراة في نهاية الموسم مما ساعد فريقه هيرينفين من التأهل لـ كأس الاتحاد الأوروبي. وفي موسم 2005-06، واصل هنتيلار التسجيل وبحلول فصل الشتاء، كان قد سجل 17 هدفا في 15 مباراة وعندئذ بدأت الإندية الأوروبية تتهافت على ضم هذه الموهبة.

### أياكس أمستردام
و بعد سنة واحدة انتقل الهولندي هونتلار في سن الـ23 عام 2006 إلى نادي أياكس أمستردام الهولندي، وهناك قدم أداءً قوياً، وبفضل بنية جسمه القوية والطول الفارع الذي يملكه جعلته لاعباً من طراز الهدافين، وبدأ شيئاً فشيئاً يصبح الهداف الأول للنادي بفضل أهدافه الحاسمة والرائعة. كل ذلك جعله يصبح ثالث أفضل هداف في أوروبا الأعوام 2006-2008 والهداف الهولندي الأول وذلك لكثرة الأهداف التي سجلها، فقد سجل 136 هدفاً في 192 مباراة، ليصبح هدافاً من طراز النجوم.

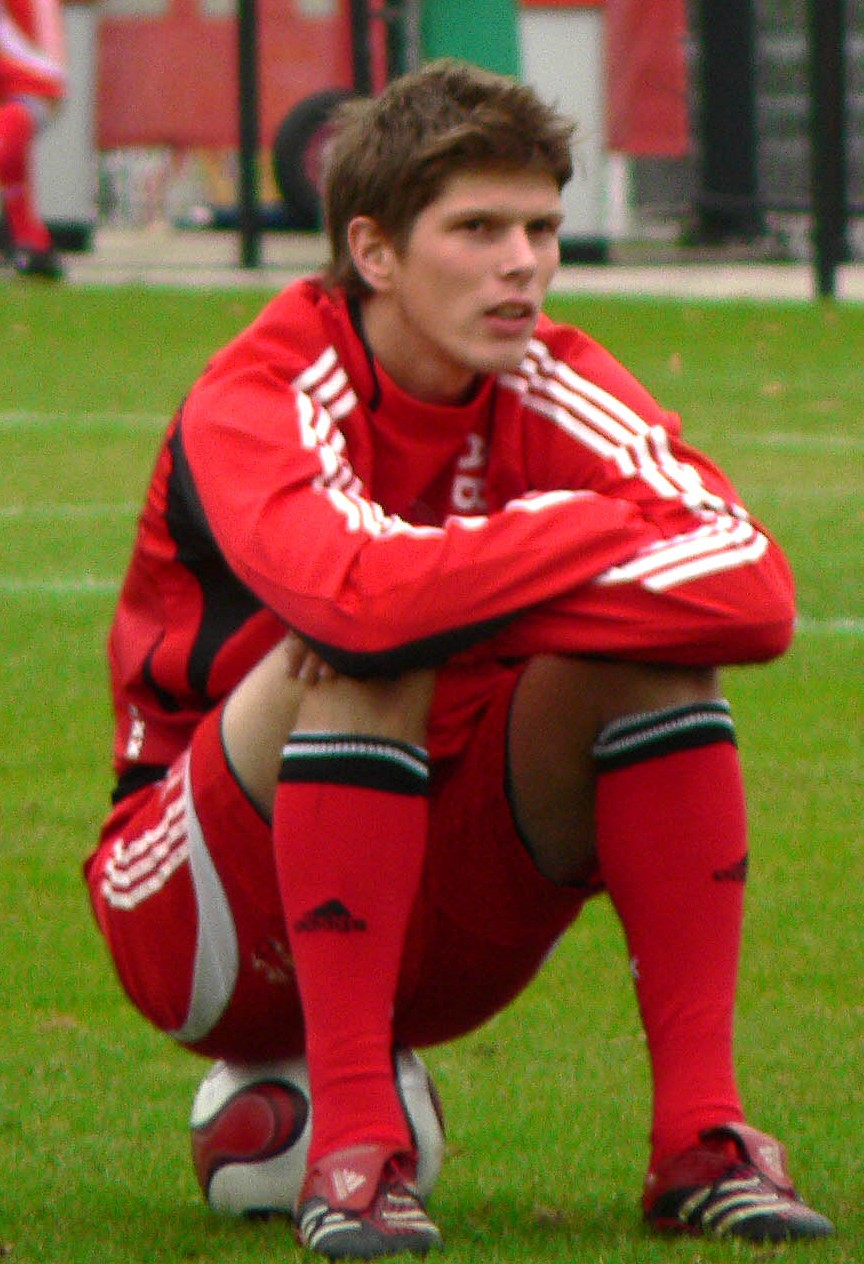
كلاس يان هونتيلار مع فريق أياكس أمستردام

### ريال مدريد
و في موسم 2008/2009 وبالتحديد في ظُهر يوم الخميس 4 ديسمبر 2008 قام نادي ريال مدريد بتقديم مهاجمه الجديد هونتلار للجماهير، وذلك بعد توقيعه عقداً انتقل بموجبه من نادي أياكس أمستردام الهولندي إلى نادي العاصمة الإسبانية في صفقةٍ وصلت قيمتها لحوالي 27 مليون يورو ، ليحل محل مواطنه فان نستلروي الذي كان مصاباً ذلك الموسم. لعب هنتيلار مباراته الأول مع ريال مدريد في 4 يناير2009 أمام فياريال 
ولكنه بدأ تسجيل أول أهدافه من أهدافه الثمانية من لقاء ريال سبورتنغ خيخون والذي انتهى لمصلحة الريال بواقع 4-0. وأنهى هونتيلار الموسم بتسجيله 8 أهداف في 20 مباراة لعبها. يذكر أن هنتيلار لم يلعب مع ريال مدريد في أي لقاء من دور الـ 16 في دوري أبطال أوروبا لان الريال فضل إشراك لاسانا ديارا في قائمته التي واجهت ليفربول الإنجليزي في ذاك الموسم.

### إيه سي ميلان
في 6 أغسطس 2009 توصل ريال مدريد وإيه سي ميلان لاتفاق  ينتقل بموجبه اللاعب لصفوف الفريق الإيطالي بصفقة بلغت 15 مليون يورو، بعقد مدته لغاية 2013.

### شالكه 04

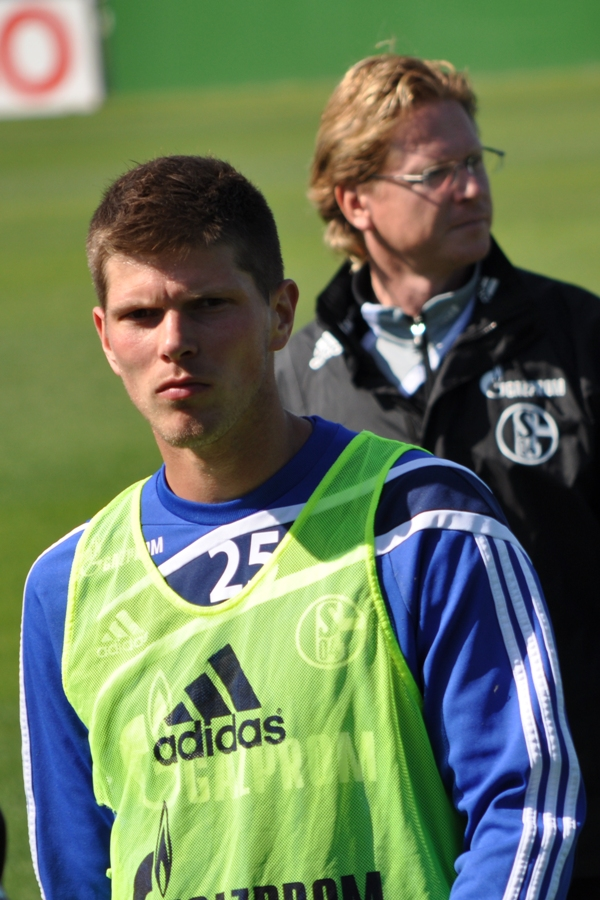
هونتلار مع شالكه 04

انتقل في موسم 2010 - 2011 إلى نادي شالكه الألماني لرغبته في اللعب كأساسي وسجل العديد من الأهداف والآن أصبح هداف القرن لشالكه.

### العودة إلى أياكس
وفي عام 2017 قرر هونتلار العودة إلى نادي أياكس في صفقة انتقال حر بعد نهاية عقده مع شالكه 04.

## مسيرته مع المنتخب
شارك كلاس في أول لقاء له مع المنتخب الهولندي في 16 أغسطس 2006 وكان أمام أيرلندا، وسجل هدفين ليصبح ثاني لاعب في تاريخ المنتخب الهولندي يسجل هدفين في أول مباراة له مع المنتخب بعد اللاعب ديك ناغ في عام 1978، فأصبح أحد أهم ركائز المنتخب الهولندي خصوصاً بعد إعلان زميله فان نستلروي اعتزال اللعب دولياً. وفي بطولة يورو 2008، لعب هونتلار مباراته الوحيدة ضد رومانيا حيث سجل هدف جميلاً. وهو الآن الهداف التاريخي لهولندا في التصفيات وثاني الهدافين التاريخين لهولندا

## الإنجازات

### النادي
أياكس
- كأس هولندا : 2018-19.

## روابط خارجية
- كلاس يان هونتيلار على موقع الاتحاد الدولي (مؤرشف)  (الإنجليزية)
- كلاس يان هونتيلار على موقع الاتحاد الأوربي (الإنجليزية)
- كلاس يان هونتيلار على موقع قاعدة بيانات كرة القدم.إي يو (الإنجليزية)
- كلاس يان هونتيلار على موقع بيانات كرة القدم. دي إي (الألمانية)
- كلاس يان هونتيلار على موقع ليكيب (الفرنسية)
- كلاس يان هونتيلار على موقع ناشيونال فوتبول تيمز (الإنجليزية)
- كلاس يان هونتيلار على موقع Soccerbase.com (لاعب) (الإنجليزية)
- كلاس يان هونتيلار على موقع Soccerway.com (الإنجليزية)
- كلاس يان هونتيلار على موقع عالم كرة القدم.نت (الإنجليزية)
- كلاس يان هونتيلار على موقع AS.com (الإسبانية)